# Antonio Marín Molina
Antonio Marín Molina est un footballeur espagnol né le 17 juin 1996 à Benalúa dans la province de Grenade. Il évolue au poste d'arrière droit au Recreativo Grenade, club réserve du Grenade CF.

## Palmarès
- Vainqueur du championnat d'Europe des moins de 19 ans 2015 avec l'équipe d'Espagne